# Subvencions a Espanya
Les Subvencions a Espanya  estan regulades en la Llei 38/2003, de 17 de novembre i en el seu Reglament de desenvolupament aprovat per Reial decret 887/2006, de 21 de juliol.

## La Llei General de Subvencions
L'article 2 de la Llei 38/2003, de 17 de novembre, General de Subvencions té per objecte delimitar el concepte de subvenció a l'efecte de la citada Llei, realitzant eixa delimitació en un doble sentit. Així, l'apartat primer del citat article arreplega una delimitació de caràcter positiu, en establir els requisits que han de concórrer perquè una aportació dinerària realitzada per una administració pública o, excepcionalment, un lliurament de béns, drets o servicis adquirits per una administració exclusivament per a lliurar-la al tercer siga considerada una subvenció.

### Delimitació positiva de la subvenció
La primera nota definitòria del concepte de subvenció és que es produïsca una atribució patrimonial. La subvenció és un acte jurídic de disposició de fons públics a títol gratuït.
Habitualment consistix en una aportació dinerària, però pot consistir en el lliurament de béns, servicis i drets, sempre que l'adquisició d'estos es faça amb la finalitat exclusiva de lliurar-los a un tercer. Els restants lliuraments a títol gratuït de béns i drets es regixen per la legislació patrimonial (Disposició addicional cinquena de la LGS).
El segon element definitori d'una subvenció és que l'aportació es realitze sense contraprestació directa dels beneficiaris, sense perjudici que les quantitats atorgades en concepte de subvenció estiguen vinculades al compliment d'un fi i de les obligacions instituïdes que han sigut lliurement acceptades pel beneficiari.
Si bé el concepte de subvenció s'acosta al de donació, la subvenció no respon a una causa donanti, entesa com a ànim de liberalitat, sinó a la finalitat d'intervindre en l'actuació del beneficiari imposant-li una càrrega acceptada per ell. I l'absència de contraprestació directa la diferencia clarament d'un contracte.
La tercera nota característica s'identifica amb l'afectació a un fi. El lliurament ha d'estar subjecte al compliment d'un determinat objectiu, l'execució d'un projecte, la realització d'una activitat, l'adopció d'un comportament singular, ja realitzats o per desenvolupar, o la concurrència d'una situació, devent el beneficiari complir les obligacions materials i formals que s'hagueren establert en el marc legal propi per a l'atorgament de la subvenció.
L'última nota definitòria de la subvenció és que el projecte, l'acció, conducta o situació finançada tinga per objecte el foment d'una activitat d'utilitat pública o interés social o de promoció d'una finalitat pública. En eixe sentit, no s'ha oblidar que el concepte de subvenció se cenyix exclusivament a les atorgades per les Administracions Públiques i finançades amb càrrec als seus pressuposts, per la qual cosa la consecució del fi exigix l'exercici de potestats administratives.
En resum, implica l'execució d'una despesa pública, sense contraprestació directa per part del beneficiari, diferents d'un contracte o donació, i condicionada al compliment d'un objectiu o activitat d'interés públic.

### Delimitació negativa de la subvenció
Per la seua banda, els apartats segon, tercer i quart de l'article 2 de la Llei General de Subvencions arrepleguen una delimitació del concepte de subvenció que podem considerar de caràcter "negatiu", en el sentit que enumeren aquells supòsits que no tindran la consideració de subvenció i als quals, per tant, no els serà aplicable la Llei General de Subvencions.
Així, no estan incloses en el concepte de subvenció les aportacions dineràries entre diferents Administracions públiques, per a finançar globalment l'activitat de l'Administració a la qual vagen destinades (transferències), i les que es realitzen entre els diferents agents d'una Administració els pressuposts de la qual s'integren en els Pressuposts Generals de l'Administració a la qual pertanguen, tant si es destinen a finançar globalment la seua activitat com a la realització d'actuacions concretes a desenvolupar en el marc de les funcions que tinga atribuïdes, sempre que no resulten d'una convocatòria pública. La fonamentació d'esta exclusió es troba en el fet que el finançament d'eixes aportacions està condicionada exclusivament per l'aprovació dels Pressuposts Generals de l'Administració.
Queden, així mateix, excloses de la Llei General de Subvencions següents aportacions dineràries sense contraprestació:
- Les prestacions contributives i no contributives del Sistema de la Seguretat Social, les prestacions derivades del sistema de classes passives de l'Estat i en la mesura en què resulten assimilables al règim de prestacions no contributives del Sistema de Seguretat Social, les prestacions assistencials i els subsidis econòmics a favor d'espanyols no residents a Espanya, així com les prestacions a favor dels minusvàlids. El Preàmbul de la Llei General de Subvencions justifica la no inclusió d'estes prestacions dins de l'àmbit objectiu d'aplicació en què “tenen un fonament constitucional propi i una legislació específica, no homologable amb la normativa reguladora de les subvencions”.
- Les pensions assistencials per ancianitat a favor dels espanyols no residents a Espanya, en els térmens establerts en la seua normativa reguladora. La seua exclusió es justifica per la seua naturalesa anàloga a les pensions no contributives del Sistema de la Seguretat Social.
- Les prestacions a favor dels afectats per la síndrome tòxica o pel virus d'immunodeficiència humana i les ajudes socials a les persones amb hemofília o altres coagulopaties congènites que hagen desenvolupat l'hepatitis C regulades en la Llei 14/2002, de 5 de juny. Estes prestacions i ajudes responen a mecanismes de protecció que l'Estat ha establert a fi de donar suport especial als afectats, mitjançant prestacions econòmiques, farmacèutiques, sanitàries i socials unit a mesures d'impuls de la recerca científica d'estes patologies.
- Les pensions de guerra i altres prestacions per raó d'actes terroristes.
- Les prestacions reconegudes pel Fons de Garantia Salarial. El Fons de Garantia Salarial (FOGASA) abona als treballadors l'import dels salaris pendents de pagament a causa d'insolvència o concurs de l'empresari, les indemnitzacions reconegudes com a conseqüència de sentència, acte, acte de conciliació judicial o resolució administrativa a favor dels treballadors a causa d'acomiadament o extinció dels contractes, així com les indemnitzacions per extinció de contractes temporals o de durada determinada en els casos que legalment procedisquen. El Fons de Garantia Salarial es finança amb les aportacions efectuades per tots els empresaris, tant si són públics com privats, mitjançant la cotització al Fons de Garantia Salarial, aplicant un tipus als salaris que servisquen de base per al càlcul de la cotització per a atendre les contingències derivades d'accidents de treball, malaltia professional i desocupació en el sistema de la Seguretat Social. Per tant, atenent a la seua font de finançament, estes prestacions no tenen cabuda en el concepte de subvenció.
- Els beneficis fiscals i beneficis en la cotització a la Seguretat Social. No representen despeses públiques, sinó una minoració de la recaptació de les Hisendes Públiques i la Seguretat Social. A més, estos instruments tenen el seu propi règim jurídic que resulta més restrictiu quant al seu establiment que el de subvencions.[2][3]
- El crèdit oficial, excepte en els supòsits en què l'Administració pública subvencione al prestatari la totalitat o part dels interessos o altres contraprestacions de l'operació de crèdit. La seua exclusió de la Llei General de Subvencions respon al fet que no són disposicions dineràries a fons perdut, ja que es concedixen amb vocació de devolució i van acompanyats d'una contraprestació en forma d'interessos.

El Tribunal de Justícia de la Unió Europea sosté que qualsevol mesura mitjançant la qual les autoritats públiques concedixen a una empresa o empreses una exempció o avantatge tributari o un benefici en matèria de cotització a la Seguretat Social que, encara que no implique una transferència de fons estatals, col·loque els beneficiaris en una situació financera més favorable que a la resta de contribuents, constituïx Ajuda d'Estat. Per tant, tot i que els beneficis fiscals o a la cotització de la Seguretat Social no són subvencions, cauen dins de l'esfera de les "ajudes públiques" que poden ser considerades Ajudes d'Estat i, per tant, són registrades de la Base de dades Nacional de Subvencions, i si s'escau publicitades a través del Sistema Nacional de Publicitat de Subvencions (SNPS).

## Lliuraments dineraris sense contraprestació
La Llei General de Subvencions utilitza el terme “lliurament dinerari sense contraprestació” per a referir-se a les aportacions dineràries de fons públics sense contraprestació directa del beneficiari efectuats pels organismes i entitats públics vinculats o dependents de l'Administració General de l'Estat amb la finalitat de promoure una actuació que redunda en benefici d'un determinat objectiu d'utilitat pública o interés social.
En estos lliuraments dineraris sense contraprestació concorren les notes definitòries de la subvenció, per això resulta necessària la seua subjecció a un règim jurídic unitari basat en la submissió als preceptes de la Llei General de Subvencions.
Per això, article 3 de la Llei General de Subvencions establix, en regular el seu àmbit d'aplicació subjectiu, que els lliuraments dineraris sense contraprestació que realitzen els organismes i altres entitats de dret públic amb personalitat jurídica pròpia, vinculades o dependents de qualsevol de les Administracions públiques, que es regisquen per dret privat, estaran subjectes únicament als principis de gestió continguts en esta Llei i els d'informació a la Base de dades Nacional de Subvencions són aplicable (articles 8.3 i 20 de la Llei).
No obstant això, els lliuraments dineraris sense contraprestació atorgats per entitats públiques que es regixen pel Dret privat, en l'exercici de les seues potestats administratives, queden necessàriament sotmesos al Dret Públic, estant l'actuació subvencional sotmesa als preceptes (i no només als principis) de la Llei General de Subvencions.
Per tant, els organismes i les entitats de dret públic amb personalitat jurídica pròpia, vinculades o dependents de qualsevol de les Administracions públiques queden sotmesos al règim jurídic íntegre de la Llei General de Subvencions en els casos en què actue com a mer òrgan gestor de subvencions les bases de les quals hagen sigut establertes o autoritzades per l'Administració Pública de la qual despenen o a la qual estiguen vinculades en execució de programes o plans subvencionals aprovats per eixa Administració.
En eixa línia, l'article 5.2 de la Llei General de Subvencions assenyala que les subvencions atorgades per consorcis, mancomunitats o altres personificacions públiques creades per diverses Administracions públiques o organismes o ens dependents d'elles, es regulen d'acord amb el qual establix l'instrument jurídic de creació, que ha d'ajustar-se a les disposicions contingudes en esta llei.
L'aplicació s'estén igualment a les fundacions del sector públic, de conformitat amb la Disposició addicional setzena, que únicament podran concedir subvencions quan així s'autoritze de forma expressa mitjançant acord del Ministeri d'adscripció o òrgan equivalent de l'Administració a la qual la fundació estiga adscrita.
En conclusió, un lliurament dinerari sense contraprestació és ontològicament una subvenció, però es diferencia d'estes en el subjecte o personificació pública que les atorga.

## Premis
Els premis estan inclosos en l'àmbit d'aplicació de la Llei General de Subvencions, excepte aquells que s'atorguen sense prèvia sol·licitud del beneficiari (per exemple, els Premis Príncep d'Astúries).
Tot i que la Llei exigix l'establiment d'un règim especial aplicable a l'atorgament dels premis educatius, culturals, científics o de qualsevol altra naturalesa, el seu desenvolupament reglamentari no s'ha dut a terme.

## Subvencions a partits polítics
La Llei Orgànica 3/2015, de 30 de març, de control de l'activitat economicofinancera dels partits polítics, va modificar la disposició final segona de la Llei Orgànica 8/2007, de 4 de juliol, sobre finançament dels partits polítics, establint que la Llei 38/2003, de 17 de novembre, General de Subvencions té caràcter supletori.
Per tant, les subvencions i ajudes concedides als partits estan subjectes supletòriament a la Llei General de Subvencions.